# The Famous Five
The Famous Five è una serie di romanzi per ragazzi scritti da Enid Blyton.

## I romanzi

### Romanzi originali
Enid Blyton scrisse 21 romanzi sui Famous Five:
1. Sull’isola del tesoro (Five on a Treasure Island, 1942) (Mondadori, 2017)
2. La mappa segreta (Five Go Adventuring Again, 1943)  (Mondadori, 2018)
3. La grotta nascosta (Five Run Away Together, 1944) (Mondadori 2018)
4. Il passaggio segreto (Five Go to Smuggler's Top, 1945) (Mondadori, 2018)
5. Il circo misterioso (Five Go Off in a Caravan, 1946) (Mondadori, 2018)
6. Ritorno sull’isola (Five on Kirrin Island Again, 1947) (Mondadori, 2019)
7. Avventura in campeggio (Five Go Off to Camp, 1948) (Mondadori, 2019)
8. Il ragazzo rapito (Five Get into Trouble, 1949) (Mondadori, 2019)
9. Mistero in spiaggia (Five Fall into Adventure, 1950) (Mondadori, 2019)
10. Il messaggio in codice (Five on a Hike Together, 1951) (Mondadori, 2019)
11. Il mistero del castello (Five Have a Wonderful Time, 1952) (Mondadori, 2020)
12. Il faro fantasma (Five Go Down to the Sea, 1953) (Mondadori, 2021)
13. Avventura a cavallo (Five Go to Mystery Moor, 1954) (Mondadori, 2020)
14. Una divertente avventura (Five Have Plenty of Fun, 1955) (Mursia 1993)
15. La casa dei fantasmi (Five on a Secret Trail, 1956) (Mursia 1992)
16. Five Go to Billycock Hill (1957)
17. Five Get into a Fix (1958)
18. Five on Finniston Farm (1960)
19. Five Go to Demon's Rocks (1961)
20. Five Have a Mystery to Solve (1962)
21. Five Are Together Again (1963)

Blyton ha anche scritto una serie di racconti con i personaggi della banda, che sono stati raccolti insieme nel 1995 con il titolo Five Have a Puzzling Time and Other Stories.

### Altre serie di romanzi

#### Claude Voilier
Claude Voilier scrisse 24 romanzi sui Famous Five:
1. Les Cinq sont les plus forts (1971)
2. Les Cinq au bal des espions (1971)
3. Le Marquis appelle les Cinq (1972)
4. Les Cinq au Cap des tempêtes (1972)
5. Les Cinq à la Télévision (1973)
6. Les Cinq et les pirates du ciel (1973)
7. Les Cinq contre le masque noir (1974)
8. Les Cinq et le galion d'or (1974)
9. Les Cinq font de la brocante (1975)
10. Les Cinq se mettent en quatre (1975)
11. Les Cinq dans la cité secrète (1976)
12. La fortune sourit aux Cinq (1976)
13. Les Cinq et le rayon Z (1977)
14. Les Cinq vendent la peau de l'ours (1977)
15. Les Cinq aux rendez-vous du diable (1978)
16. Du neuf pour les Cinq (1978)
17. Les Cinq et le trésor de Roquépine (1979)
18. Les Cinq et le diamant bleu (1979; ristampato nel 1980 come Les Cinq et le rubis d'Akbar)
19. Les Cinq jouent serré (1980)
20. Les Cinq en croisière (1980)
21. Les Cinq contre les fantômes (1981)
22. Les Cinq en Amazonie (1983)
23. Les Cinq et le trésor du pirate (1984)
24. Les Cinq contre le loup-garou (1985)

#### Sarah Bosse
Sarah Bosse scrisse, a partire dal 2004, 21 nuovi romanzi sui Famous Five.